# Dan Kano (Tibiri)
Dan Kano (auch: Dankano) ist ein Dorf in der Landgemeinde Tibiri in der Region Maradi in Niger.

## Geographie

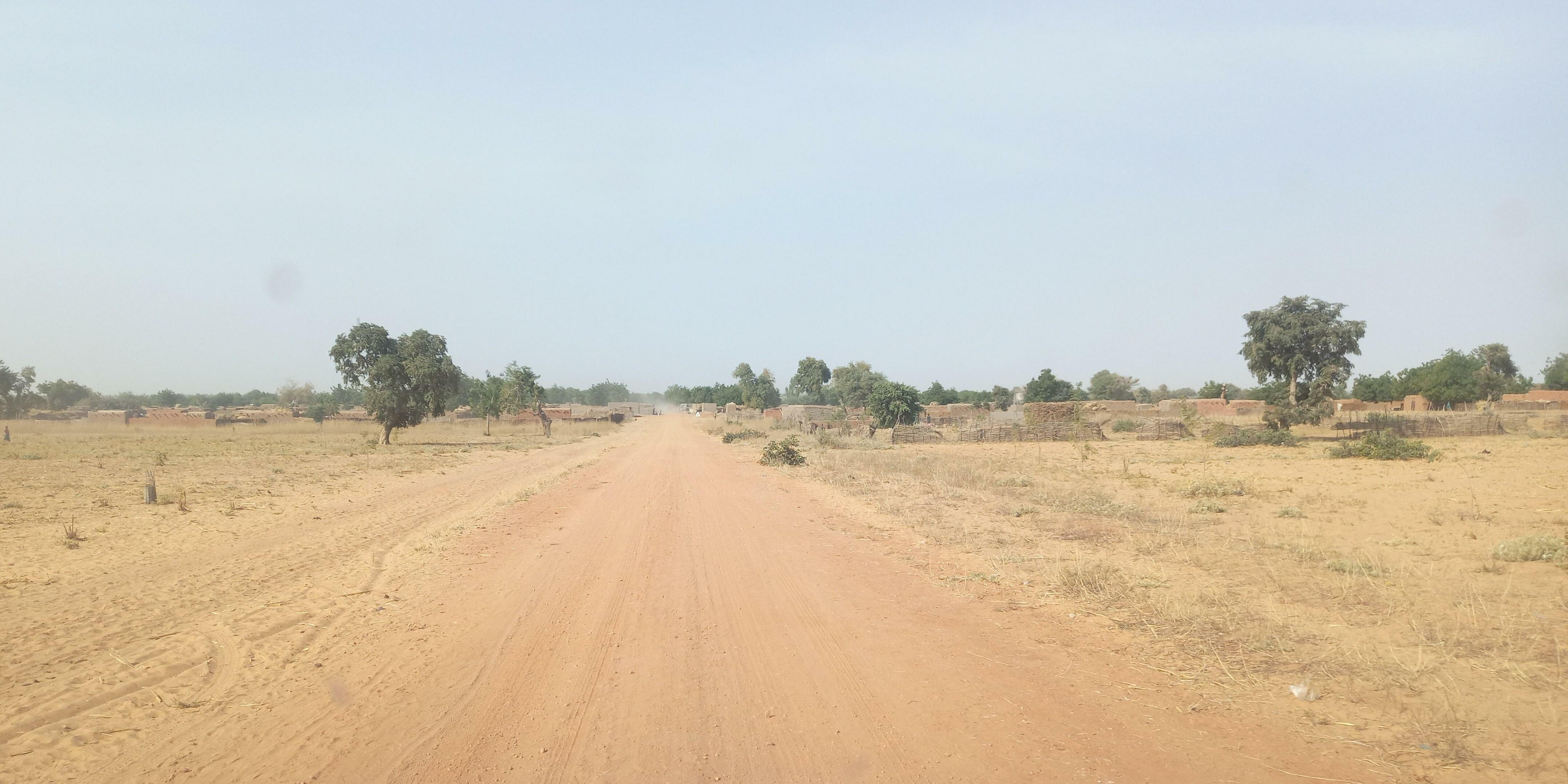
Ortsansicht von Dan Kano (2023)

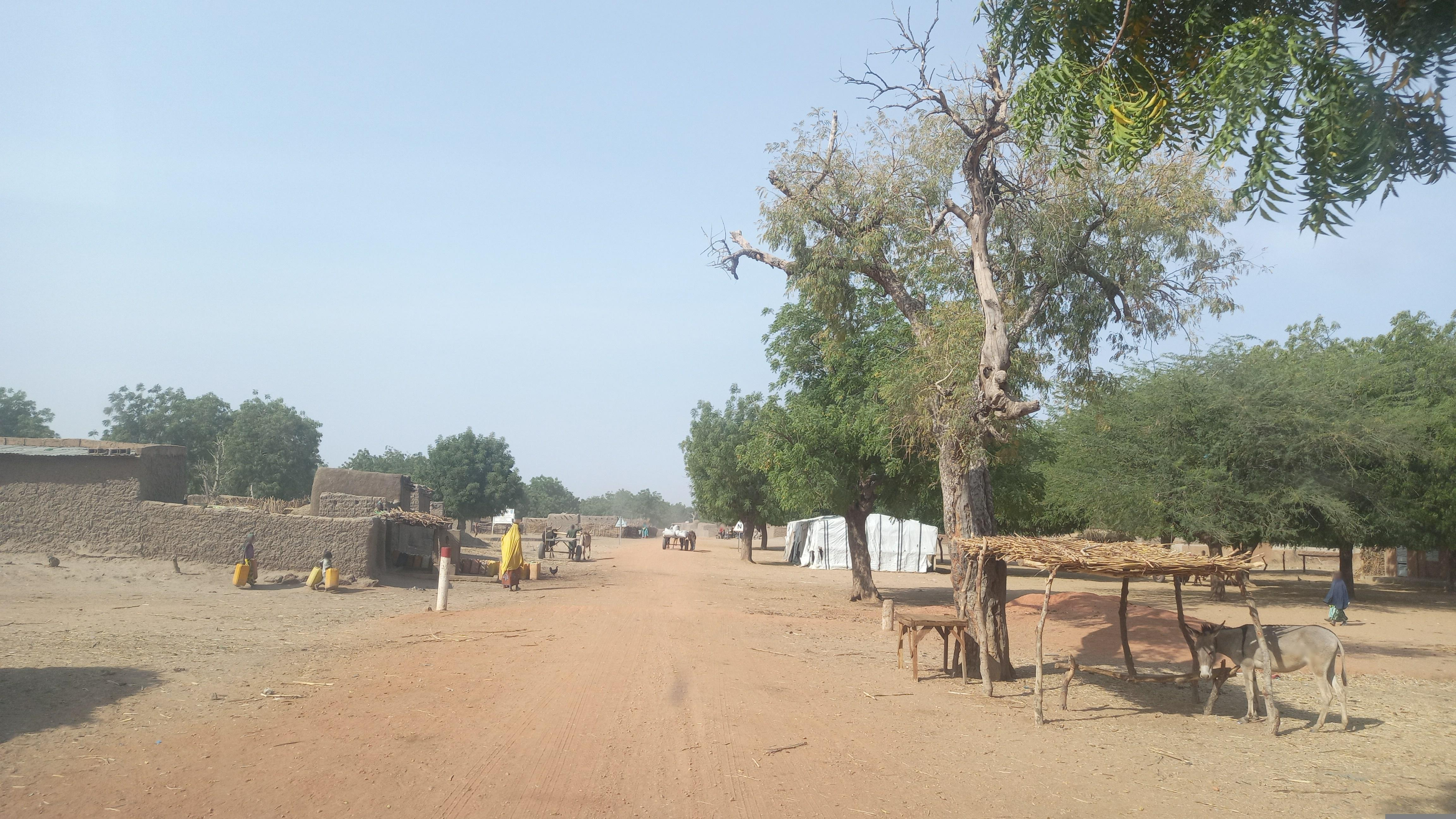
Ortszentrum von Dan Kano (2023)

Das von einem traditionellen Ortsvorsteher (chef traditionnel) geleitete Dorf liegt unmittelbar an Staatsgrenze zu Nigeria. Es befindet sich rund 45 Kilometer südwestlich des Hauptorts Tibiri der gleichnamigen Landgemeinde, die zum Departement Guidan Roumdji in der Region Maradi gehört. Zu den Siedlungen in der näheren Umgebung von Dan Kano zählen Bassira im Nordwesten, Tchadi im Norden, Lilli im Nordosten und Baban Rafi im Südosten.
Dan Kano ist Teil der Übergangszone zwischen Sahel und Sudan. Die durchschnittliche jährliche Niederschlagsmenge beträgt hier zwischen 400 und 500 mm. Die Siedlung liegt am Rand des Waldes von Baban Rafi, der größten und am dichtesten bewaldeten Baumsavanne in der Region Maradi. Hier wachsen Flügelsamengewächse, die an manchen Stellen mit Mimosengewächsen vergesellschaftet sind.

## Geschichte
Aus dem Nordwesten des Nachbarlands Nigeria flüchteten aufgrund der sich verschlechternden Sicherheitslage von April bis Juli 2019 mehr als 35.000 Menschen in die Departements Guidan Roumdji und Madarounfa in Niger. Dan Kano gehörte zu den Orten, die Flüchtlinge aufnahmen. Im Dorf kamen für einige Zeit bis 12.000 Personen unter. Ein reicher Geschäftsmann aus Nigeria namens Dan Gote stellte für deren Versorgung eine beträchtliche Anzahl an Lebensmitteln zur Verfügung, die über das Welternährungsprogramm der Vereinten Nationen verteilt wurden. Mit Stichtag 31. August 2019 gab es immer noch 6615 Flüchtlinge in Dan Kano, so viele wie in sonst keiner anderen der betroffenen Siedlungen. Laut einer Erhebung vom September 2022 lebten zu diesem Zeitpunkt in Dan Kano noch 315 Vertriebene. Das Armed Conflict Location and Event Data Project erfasste für das erste Quartal 2024 in der Region Maradi insgesamt 27 gewaltsame Konfliktfälle mit 23 Toten und nannte Dan Kano unter den betroffenen Orten.

## Bevölkerung
Bei der Volkszählung 2012 hatte Dan Kano 2277 Einwohner, die in 257 Haushalten lebten. Bei der Volkszählung 2001 betrug die Einwohnerzahl 153 in 20 Haushalten und bei der Volkszählung 1988 belief sich die Einwohnerzahl auf 1028 in 121 Haushalten.

## Wirtschaft und Infrastruktur
Im Dorf ist ein Gesundheitszentrum des Typs Centre de Santé Intégré (CSI) vorhanden. Außerdem gibt es eine Grundschule.